# La Chapelle-en-Juger
La Chapelle-en-Juger, también denominado  La Chapelle-Enjuger, era una comuna francesa situada en el departamento de Mancha, de la región de Normandía, que el 1 de enero de 2016 pasó a ser una comuna delegada de la comuna nueva de Thèreval al fusionarse con la comuna de Hébécrevon.

## Demografía
| Gráfica de evolución demográfica de La Chapelle-en-Juger entre 1800 y 2014 |
|                                                                            |

Los datos demográficos contemplados en este gráfico de la comuna de La Chapelle-en-Juger se han cogido de 1800 a 1999 de la página francesa EHESS/Cassini, y los demás datos de la página del INSEE.